# Tricia Stumpf
Tricia Stumpf (* 1970) ist eine US-amerikanische Skeletonpilotin.
Bevor Tricia Stumpf zum Skeleton wechselte, betrieb sie Alpinen Skisport. Sie hatte ihren Durchbruch im Skeleton in der Saison 1999/2000. In Calgary debütierte sie im Weltcup und kam auf den achten Platz. Ihre beste Platzierung wurde ein zweiter Platz 2000 in La Plagne. 2000/01 war ihre beste Saison, sie wurde Vierte im Gesamtweltcup. In Igls 2000 und Calgary 2001 gewann sie bei Weltmeisterschaften die Bronzemedaille. Bei US-Meisterschaften gewann Stumpf 2000 und 2001 den Titel sowie 1999 Silber hinter Juleigh Walker.
Nachdem Skeleton für die Olympischen Winterspiele 2002 ins offizielle Programm aufgenommen worden war, kündigte Stumpf ihren Vollzeitjob als Marketingkauffrau in Park City. Doch konnte sie sich nicht qualifizieren und Tristan Gale und Lea Ann Parsley starteten für die Vereinigten Staaten und gewannen Gold und Silber.
Stumpf ist mit der US-amerikanischen Biathletin Joan Guetschow verheiratet.